# Estadio Pankritio
El Estadio Pankritio (en griego: Παγκρήτιο Στάδιο) es un estadio de fútbol ubicado en la ciudad de Heraklion, Isla de Creta, Grecia. Su construcción finalizó el 31 de diciembre de 2003, y su inauguración oficial fue el 11 de agosto de 2004, justo antes del comienzo de los Juegos Olímpicos de 2004, para acoger el partido del torneo de fútbol entre Grecia vs Suiza. Tiene una capacidad de 27 000 asientos.
El estadio es utilizado desde 2004 por el club de fútbol Ergotelis de la Superliga de Grecia. Entre 2006 y 2009, el estadio fue también utilizado por el OFI de Creta, el clásico rival del Ergotelis.
Partidos de la Selección de fútbol de Grecia.
| Fecha                 | Competencia                  | Adversario | Resultado | Asistencia |
| --------------------- | ---------------------------- | ---------- | --------- | ---------- |
| 31 de marzo de 2004   | Amistoso                     | Suiza      | 1 - 0     | 21 000     |
| 2 de junio de 2007    | Clasificatoria Eurocopa 2008 | Hungría    | 2 - 0     | 19 000     |
| 6 de junio de 2007    | Clasificatoria Eurocopa 2008 | Moldavia   | 2 - 1     | 22 000     |
| 1 de abril de 2009    | Clasificatoria Mundial 2010  | Israel     | 2 - 1     | 22 794     |
| 29 de febrero de 2012 | Amistoso                     | Bélgica    | 1 - 1     | 15 000     |